# Pareuthymia maculata
Pareuthymia maculata är en insektsart som beskrevs av Willemse, C. 1937. Pareuthymia maculata ingår i släktet Pareuthymia och familjen gräshoppor. Inga underarter finns listade i Catalogue of Life.